# عطيفة معوية خنزيرية
عطيفة معوية خنزيرية (بالإنجليزية: Campylobacter hyointestinalis)‏ هي نوع من البكتيريا، سلبية الغرام، تتبع العطيفة.